# إيرنيستو ألفاريز
إيرنيستو ألفاريز (بالإسبانية: Ernesto Álvarez)‏ (10 أغسطس 1928 في الأرجنتين - 27 سبتمبر 2010 ببوينس آيرس في الأرجنتين) هو لاعب كرة قدم تشيلي وأرجنتيني في مركز الوسط. شارك مع منتخب تشيلي لكرة القدم. أما مع النوادي، فقد لعب مع أوداكس إيتاليانو وبانفيلد وروزاريو سنترال ونادي أونيفرسيداد دي تشيلي وDeportes Temuco ‏.

## وصلات خارجية
- إيرنيستو ألفاريز على موقع قاعدة بيانات كرة القدم.إي يو (الإنجليزية)
- إيرنيستو ألفاريز على موقع ناشيونال فوتبول تيمز (الإنجليزية)